# مارك دال هايند
مارك دال هايند (بالدنماركية: Marc Dal Hende) هو لاعب كرة قدم دنماركي في مركز الهجوم، ولد في 6 نوفمبر 1990 في Dragør ‏ في الدنمارك. لعب مع نادي سوندرييسكه ونادي فيبورج.

## وصلات خارجية
- مارك دال هايند على موقع قاعدة بيانات كرة القدم.إي يو (الإنجليزية)
- مارك دال هايند على موقع Soccerway.com (الإنجليزية)